# Чукотское плато
Чукотское плато (Чукотское поднятие) — большой подводный хребет в Северном Ледовитом океане. Круглый год покрыт льдом.
Чукотское плато лежит примерно в 800 километрах севернее мыса Барроу, Аляска. Наиболее приподнятая часть плато была выявлена в ходе экспедиции станции «Северный полюс-2» (1950—1951).